# Dębołęka (województwo łódzkie)
Dębołęka – wieś w Polsce położona w województwie łódzkim, w powiecie sieradzkim, w gminie Brzeźnio, 10 km od Sieradza, przy szosie do Wrocławia.
W latach 1975–1998 miejscowość administracyjnie należała do województwa sieradzkiego. 
Przez miejscowość przebiega droga wojewódzka nr 482.
Pierwsza wzmianka z lat 1218-29, gdy była wraz z Brzeźniem darowana klasztorowi norbertanek z Imbramowic przez biskupa krakowskiego Iwona Odrowąża. Od 2 poł. XVIII w., kiedy to Ewa z Wolickich Murzynowska kupiła wieś od Kazimierza Góreckiego herbu Szeliga, do poł. XIX w. Dębołęka była w rękach Murzynowskich. W 1855 r. dobra te kupił Władysław Białecki i w rękach tej rodziny Dębołęka pozostała do II wojny św. Ostatnią właścicielką była Józefa z Białeckich Zembrzuska. 
Po II wojnie św. utworzono tu PGR specjalizujący się w hodowli zarodowej bydła. Przetrwał dwór z 2 poł. XIX w. w otoczeniu parku, usytuowany na wysokim brzegu Żegliny.

## Zabytki
Według rejestru zabytków NID na listę zabytków wpisane są obiekty:
- zespół dworski i folwarczny, 2 poł. XIX - XX w., nr rej.: 419/A z 8.04.1998:
  - dwór
  - park z aleją dojazdową
  - folwark:
    - budynek gospodarczy
    - spichrz
    - stajnia z wozownią
    - stodoła
    - kuźnia
    - obora
    - brama